# Europa (Schiff, 1999)
Die Europa ist ein Kreuzfahrtschiff der Reederei Hapag-Lloyd Kreuzfahrten GmbH. Sie ist das mittlerweile sechste Schiff, das diesen Namen trägt und weltweit das einzige Kreuzfahrtschiff, das vom britischen Kreuzfahrtführer „Berlitz Complete Guide to Cruising & Cruise Ships“ zwölf Mal in Folge mit der Kategorie „5-Sterne-plus“ ausgezeichnet wurde.

## Geschichte

### Neubau und Indienststellung
Im November 1997 beauftragte Hapag-Lloyd die finnische Werft Kvaerner Masa Yards in Helsinki, ein vergleichsweise kleines Kreuzfahrtschiff zu bauen, das 1999 als Europa in Dienst gestellt werden und das gleichnamige Vorgängerschiff ablösen sollte. Die Auftragsvergabe an diese Werft kam zustande, da deutsche Betriebe aufgrund ihrer Auftragslage nicht in der Lage gewesen wären, das Schiff fristgerecht abzuliefern. Bei der technischen Federführung des Projektes mit der Baunummer 495 wurden Werft und Reederei von dem finnischen Ingenieurbüro „Deltamarin“ unterstützt. Die Innenausstattung wurde von den norwegischen Schiffsarchitekten Petter Yran und Björn Storbraaten entworfen. Die offizielle Kiellegung der Europa fand am 26. Juni 1998 statt; die ersten Sektionen des Schiffes wurden am 17. November 1998 in das Baudock gebracht. Am 4. März 1999 erfolgte das Aufschwimmen und die Verlegung an den Ausrüstungskai. Nach den erfolgreichen Testfahrten konnte die Europa am 9. September 1999 an Hapag-Lloyd übergeben werden. Am 15. September 1999 wurde das Schiff in Hamburg von Gabriele Frenzel, Ehefrau des damaligen Vorstandsvorsitzenden Michael Frenzel, getauft.

### Umbaumaßnahmen
Während ihrer Einsatzzeit wurde die Europa mehrfach umgebaut. Bereits nach etwa einem Jahr wurden Veränderungen an den Suiten und im Wellnessbereich vorgenommen. Die Spielbank auf Deck 4 wurde mangels Akzeptanz geschlossen und in eine Galerie umgestaltet. Im Jahr 2004 wurden bei Blohm + Voss umfangreichere Maßnahmen durchgeführt. Vor dem Schornstein wurde ein Fitnessbereich angeordnet. Außerdem wurden auf den beiden oberen Decks die „Sansibar“, ein Golfsimulator und Stauplätze für Schlauchboote eingerichtet.

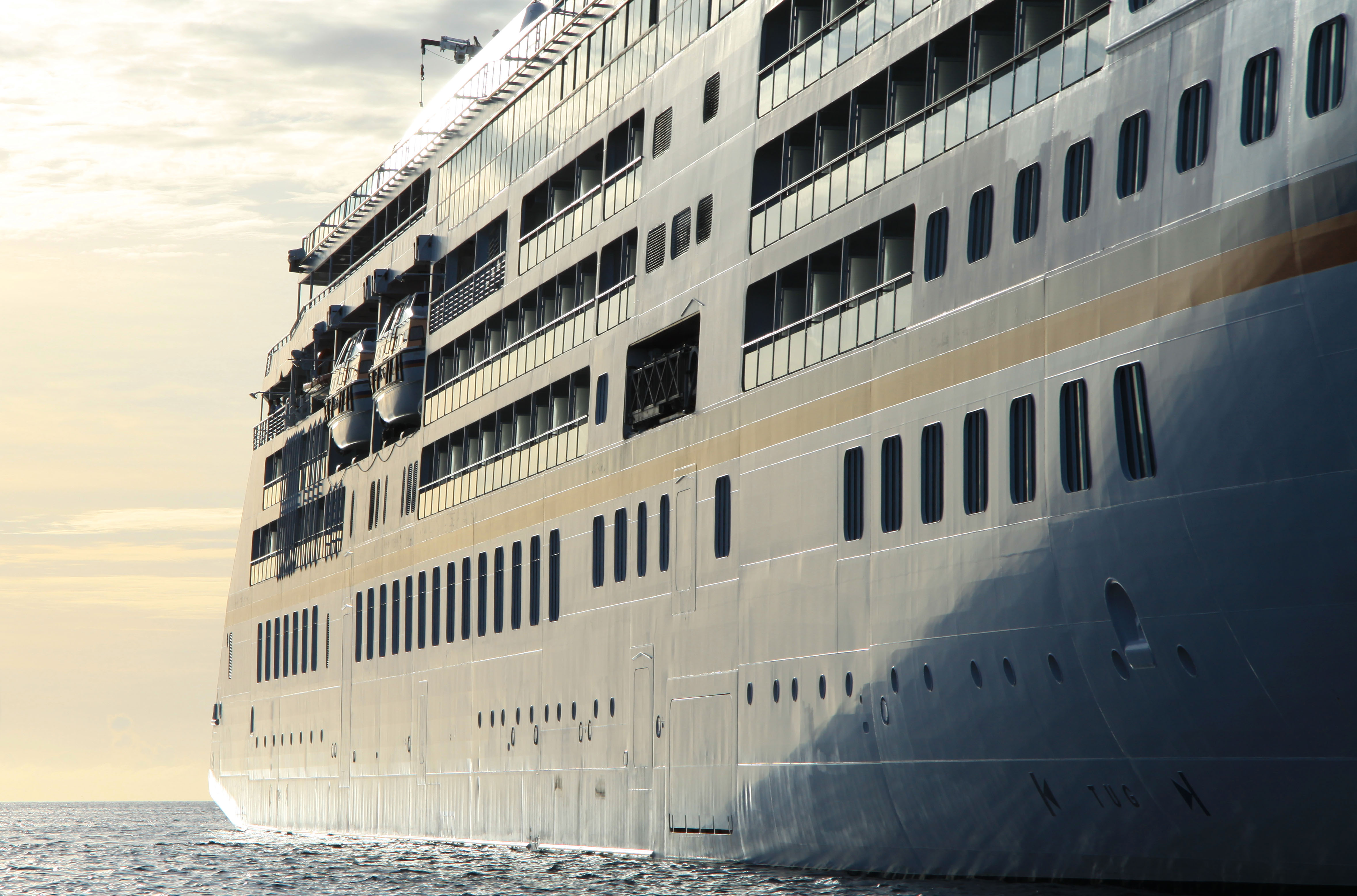
Europa in tropischer Abendsonne vor Palau

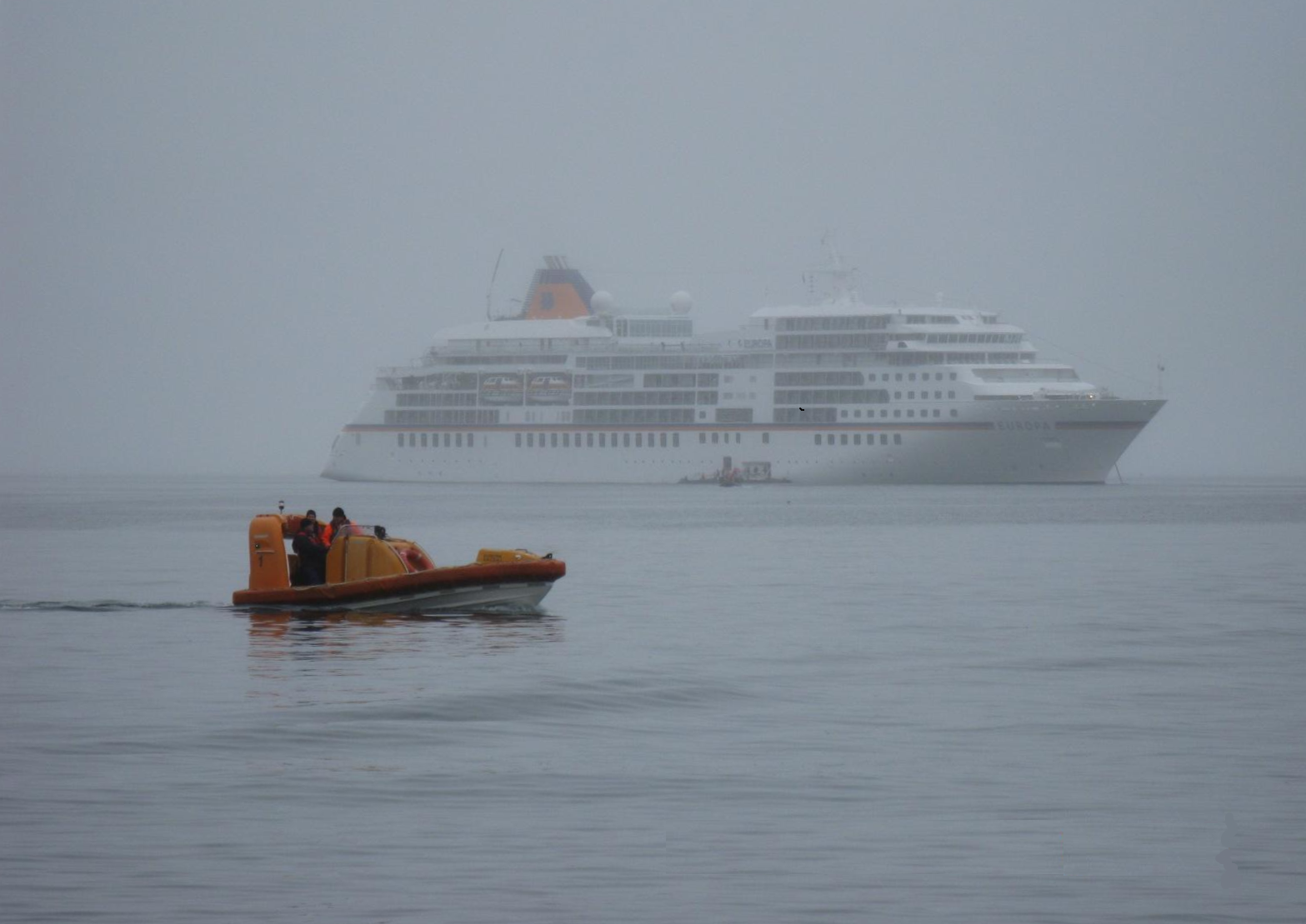
Europa vor Jan Mayen im Nebel

Zum 10. Jahrestag ihrer Indienststellung wurde die Europa im Dock 10 von Blohm + Voss in Hamburg umfangreich renoviert und modernisiert. Dabei wurden die Suiten neu gestaltet, die Penthouses umgebaut sowie Wartungsarbeiten an Rettungsbooten und Antrieb durchgeführt.
Ende 2015 fanden weitere Umbauten statt. Dabei wurden u. a. die Stabilisatoren auf die Verwendung von Pflanzenöl umgerüstet.

### Einsatz
Nach einer kurzen Gästekreuzfahrt im Rahmen der Schiffstaufe lief die Europa am 17. September 1999 zur Jungfernfahrt aus, die von Hamburg nach Málaga führte. Mittlerweile wird das Schiff für Kreuzfahrten in aller Welt eingesetzt. Die 2010/2011 durchgeführte Weltreise führte während 159 Tagen von Dubai über Südostasien, Ozeanien, Hawaii, die amerikanische Westküste, den Panamakanal und den Atlantik nach Lissabon. Da die Europa im Vergleich zu anderen Kreuzfahrtschiffen relativ klein ist, kann sie auch Ziele ansteuern, die abseits der klassischen Routen liegen (z. B. das Amazonasgebiet).

### Zwischenfälle
Wegen eines Defekts an einem der vier Hauptmotoren wurde die Europa am 6. April 2010 für eine geplante Dauer von drei Wochen in eine Werft in Singapur gebracht. Für den Einbau des neuen Motors musste der Rumpf geöffnet werden. Bei der Installation des 85 Tonnen schweren Motors wurde dieser jedoch stark beschädigt. Als Folge verlängerte sich der geplante Werftaufenthalt und mehrere Kreuzfahrten fielen aus. Mitte Juni 2010 war die Europa wieder einsatzbereit.

## Maschinenanlage und Antrieb
Die Europa ist mit einer dieselelektrischen Maschinenanlage ausgestattet. Vier Reihen-Dieselmotoren (zwei 8-Zylinder- und zwei 7-Zylinder-Motoren) von MAN B&W treiben mit einer Drehzahl von 514 Umdrehungen pro Minute Generatoren von ABB an, die eine elektrische Leistung von insgesamt 28.900 kVA entwickeln. Sie versorgen das komplette Schiff mit elektrischer Energie. Die Stromerzeugung wird lastabhängig gesteuert, je nach Energiebedarf werden die Motor-Generator-Einheiten zu- oder abgeschaltet. Um die Betriebssicherheit zu gewährleisten, ist die Maschinenanlage technisch und räumlich in zwei voneinander unabhängige Gruppen aufgeteilt. Der Betrieb der Maschinen- und Antriebsanlage erfolgt voll automatisiert und wird vom Maschinenkontrollraum auf Deck 3 überwacht.
Als eines der ersten Kreuzfahrtschiffe wurde die Europa mit zwei unter dem Rumpf hängenden Propellergondeln des Typs ABB-Azipod ausgestattet. In jeder Gondel befindet sich ein Elektromotor, der einen 4-Blatt-Festpropeller mit einem Durchmesser von 4,50 Metern antreibt. Die Propeller sind in Fahrtrichtung nach vorne ausgerichtet (Zugpropeller) und drehen mit bis zu 160 Umdrehungen pro Minute. Da die Gondeln um 360° drehbar sind, erfolgt die Stromversorgung der Elektromotoren über Schleifringe. Zuvor hatte die Werft nur die Kreuzfahrtschiffe Elation (Baunummer 491) und Paradise (Baunummer 494) für die US-amerikanische Reederei Carnival Cruise Lines mit dieser Technik ausgestattet. Im Gegensatz zu diesen Schiffen war der Rumpf der Europa jedoch von Anfang an auf diese Antriebsart ausgelegt und optimiert.
Als Manövrierhilfe in Häfen und bei geringen Geschwindigkeiten sind im Bug des Schiffes zwei Querstrahlanlagen des norwegischen Herstellers Brunvoll mit einer Leistung von je 800 Kilowatt (ca. 1.090 PS) eingebaut. Um Roll- und Stampfbewegungen bei rauer See zu reduzieren, verfügt die Europa über ein Paar Flossenstabilisatoren mit einer Fläche von je 11 Quadratmetern, die von der italienischen Fincantieri-Werft hergestellt wurden.
Die Frischwasseraufbereitung an Bord erfolgt über zwei Dampferzeuger und eine Umkehrosmose-Anlage.

## Kabinen und Bordeinrichtungen

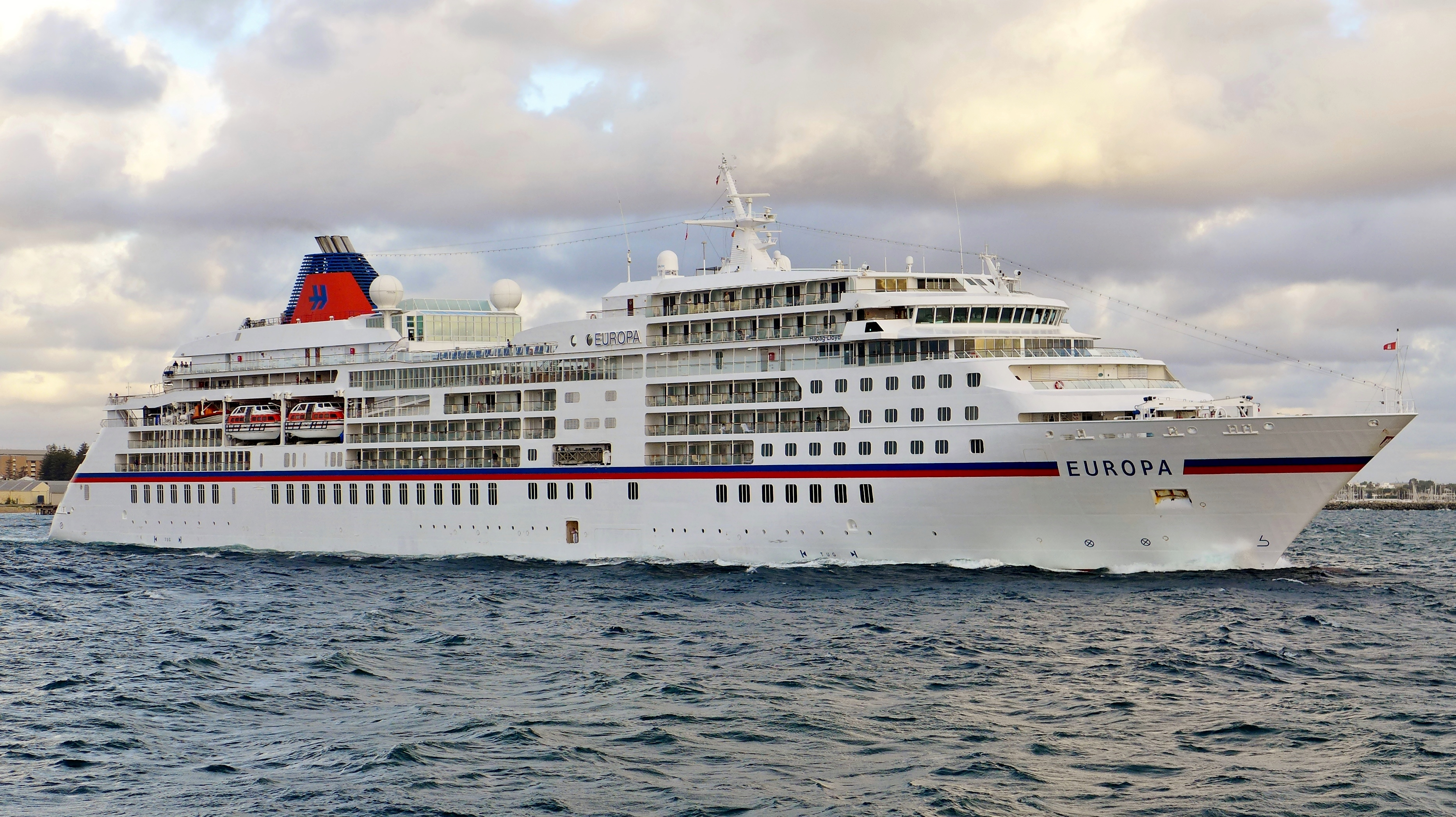
Die Europa bei der Abfahrt von Fremantle

Bei den 204 Kabinen der Europa handelt es sich ausschließlich um Suiten mit separatem Wohn- und Schlafbereich, von denen zwei über eine behindertengerechte Ausstattung verfügen. Sie sind in zehn Preiskategorien aufgeteilt. Je nach Größe, Lage und Ausstattung wird zwischen „Suite“, „Veranda Suite“, „Penthouse Deluxe Suite“, „Penthouse Grand Suite“ und „SPA Suite“ unterschieden. Jeder Passagier erhält während der Kreuzfahrt an Bord seine eigene E-Mail-Adresse. Das Raumverhältnis der Europa beträgt 70,8 BRZ/Passagier.
Die öffentlichen Bereiche des Schiffes befinden sich in erster Linie auf dem „Europa-Deck“ innerhalb des Rumpfes. Vom siebenstöckigen Atrium mittschiffs erreicht man mit zwei Panoramaaufzügen die oberen Decks. Im vorderen Bereich des „Europa-Decks“ liegt die „Europa-Lounge“, die gleichermaßen als Show-Bühne und Konzertsaal genutzt wird. Die drei Restaurants der Europa sind im Heck, die Bars und das „Gatsby’s“ (ehemals „Clipper Lounge“) mittschiffs angeordnet. Der Wellness-Bereich befindet sich auf dem „Sport Deck“. Der Hauptpool des Schiffes („Lido-Pool“) gehört zu den größten seiner Art auf Kreuzfahrtschiffen. Er ist 15 Meter lang und 5 Meter breit und bildet mit der Poolbar das Zentrum des „Lido-Decks“. Der Pool kann abgedeckt und dann als Bühne genutzt werden. Im vorderen Bereich befindet sich der „Club Belvedere“, die Bibliothek und ein Hörsaal für Vorträge und Filmvorführungen. Im hinteren Bereich des „Bellevue-Decks“ liegt die „Sansibar“. Sie entstand in Zusammenarbeit mit dem gleichnamigen Lokal auf der Insel Sylt. Auf dem „Peil-Deck“ wurde ein FKK-Bereich eingerichtet.
Zur Ausstattung der Europa dienen auch 13 Festrumpfschlauchboote (sogenannte „Zodiacs“), die für Anlandungen und spezielle Exkursionen genutzt werden.